# Alabama Hills
Pour les articles homonymes, voir Alabama (homonymie).
Les Alabama Hills sont une formation rocheuse située sur le versant est de la Sierra Nevada dans la vallée de l'Owens en Californie (États-Unis), près de Lone Pine. Bien que géographiquement considérées comme un groupe de collines, géologiquement elles font partie de la Sierra Nevada.

## Toponymie
Les Alabama Hills doivent leur nom au CSS Alabama. Lorsque les nouvelles des exploits du navire de guerre de l'Armée des États confédérés atteignirent les prospecteurs sympathiques à la Confédération, ils nommèrent beaucoup de camps miniers en son honneur, et le nom fut appliqué à l'entièreté des collines. Ensuite, quand le CSS Alabama fut coulé au large des côtes de Normandie par l'USS Kearsarge en 1864, les prospecteurs sympathisants de l'Union nommèrent un district minier, un col, un sommet et une ville en l'honneur du Kearsarge.

## Géographie

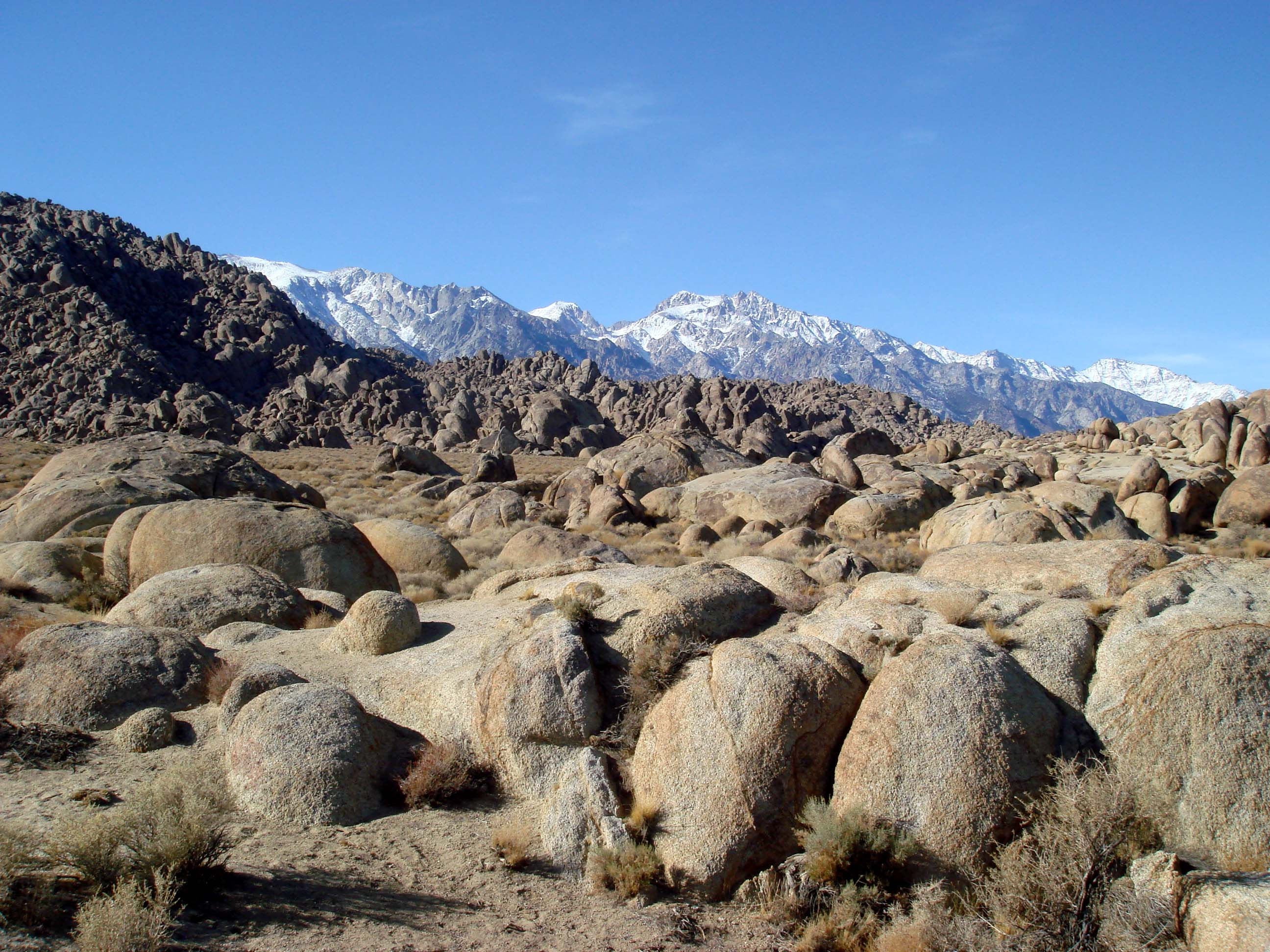
Rochers typiques d'Alabama Hills

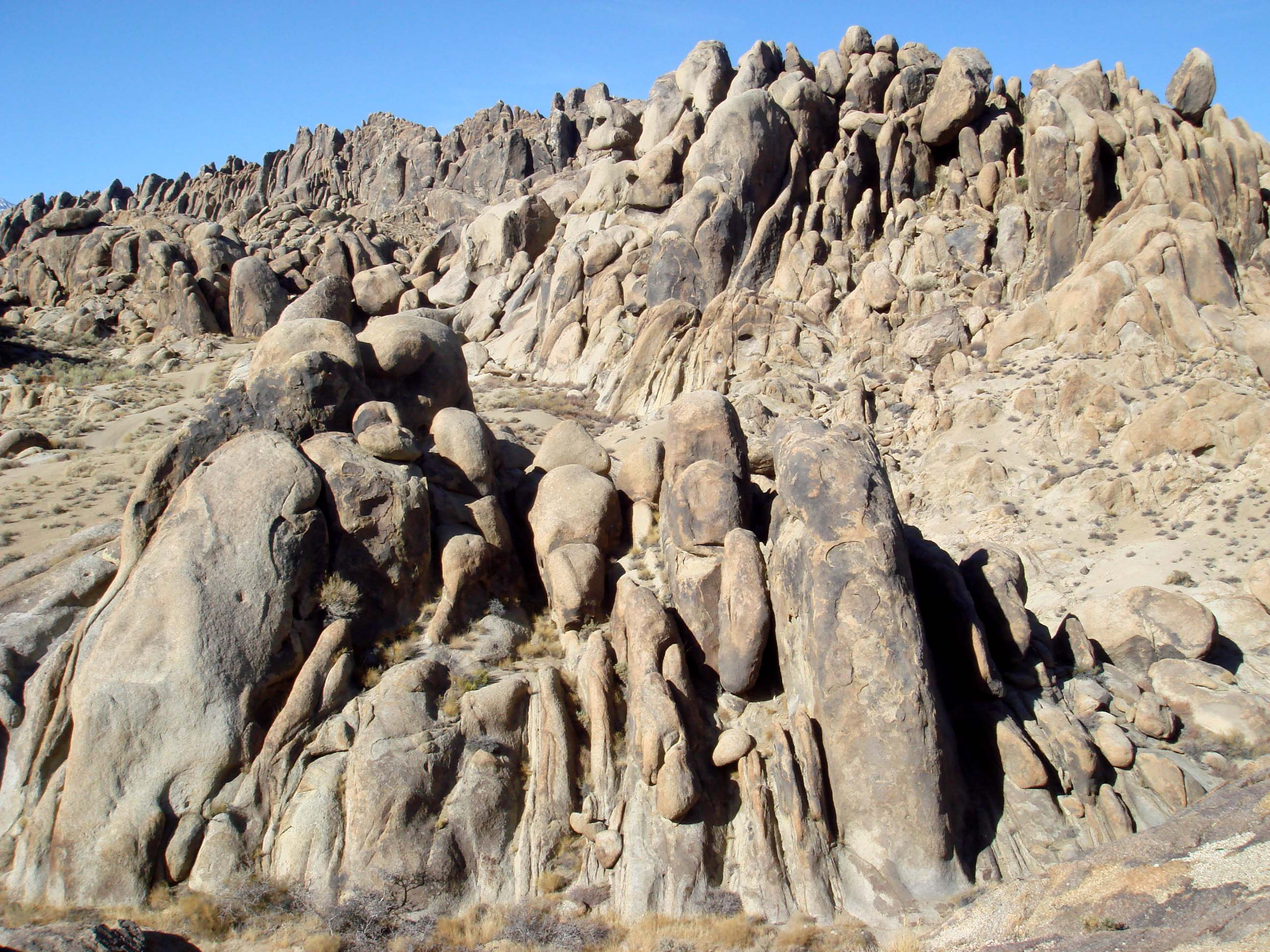
Rochers typiques des Alabama Hills

Les contours courbes des Alabamas Hills contrastent avec les flancs abrupts de la Sierra Nevada à l'ouest. Bien que ça puisse laisser penser qu'elles furent formées par une autre orogenèse, les Alabama Hills ont le même âge que le Sierra Nevada voisine. La différence d'usure peut être mise sur le compte de différents facteurs d'érosion.
Le mont Whitney, le plus haut sommet des États-Unis contigus, culmine plusieurs centaines de mètres au-dessus des Alabama Hills, qui elles-mêmes s'élèvent 460 mètres au-dessus de la vallée de l'Owens. Toutefois, des relevés gravimétriques montrent que la vallée de l'Owens est remplie d'environ 3 000 mètres de sédiments et que les Alabama Hills sont le sommet d'un escarpement très raide. Cette caractéristique pourrait avoir été engendrée par de nombreux tremblements de terre similaires à celui de Lone Pine en 1872 qui, d'un seul coup, a provoqué un déplacement vertical de cinq mètres.
Il y a deux principaux types de roche présents à Alabama Hills. Le premier est une roche métamorphique altérée orange d'origine volcanique qui a 150 à 200 millions d'années. L'autre type est un granite vieux de 90 millions d'années qui s'est dégradé en gros blocs en forme de patates, dont beaucoup tiennent sur leur extrémité à cause de la météorisation sphérique agissant sur plusieurs fissures verticales proches.

## Activités

### Tourisme

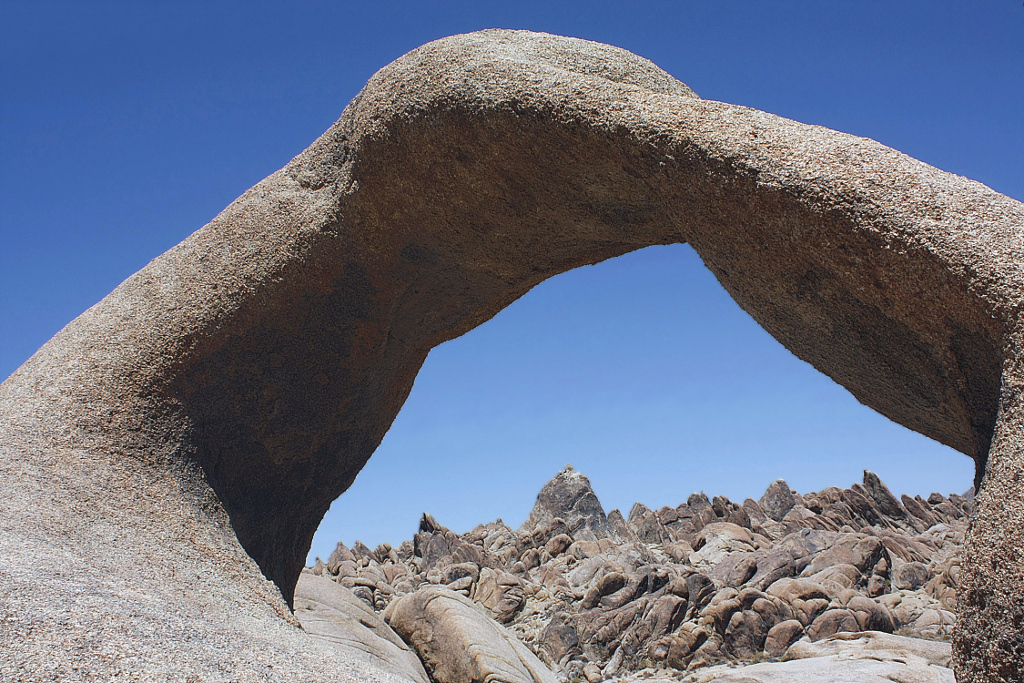
Mobius Arch.

Des douzaines d'arches naturelles sont parmi les attractions principales d'Alabama Hills. On peut y accéder après une courte ascension depuis Whitney Portal Road, Movie Flat Road ou Horseshoe Meadows Road. Parmi les plus notables figurent Mobius Arch, Lathe Arch, the Eye of Alabama et Whitney Portal Arch.

### Lieu de tournage

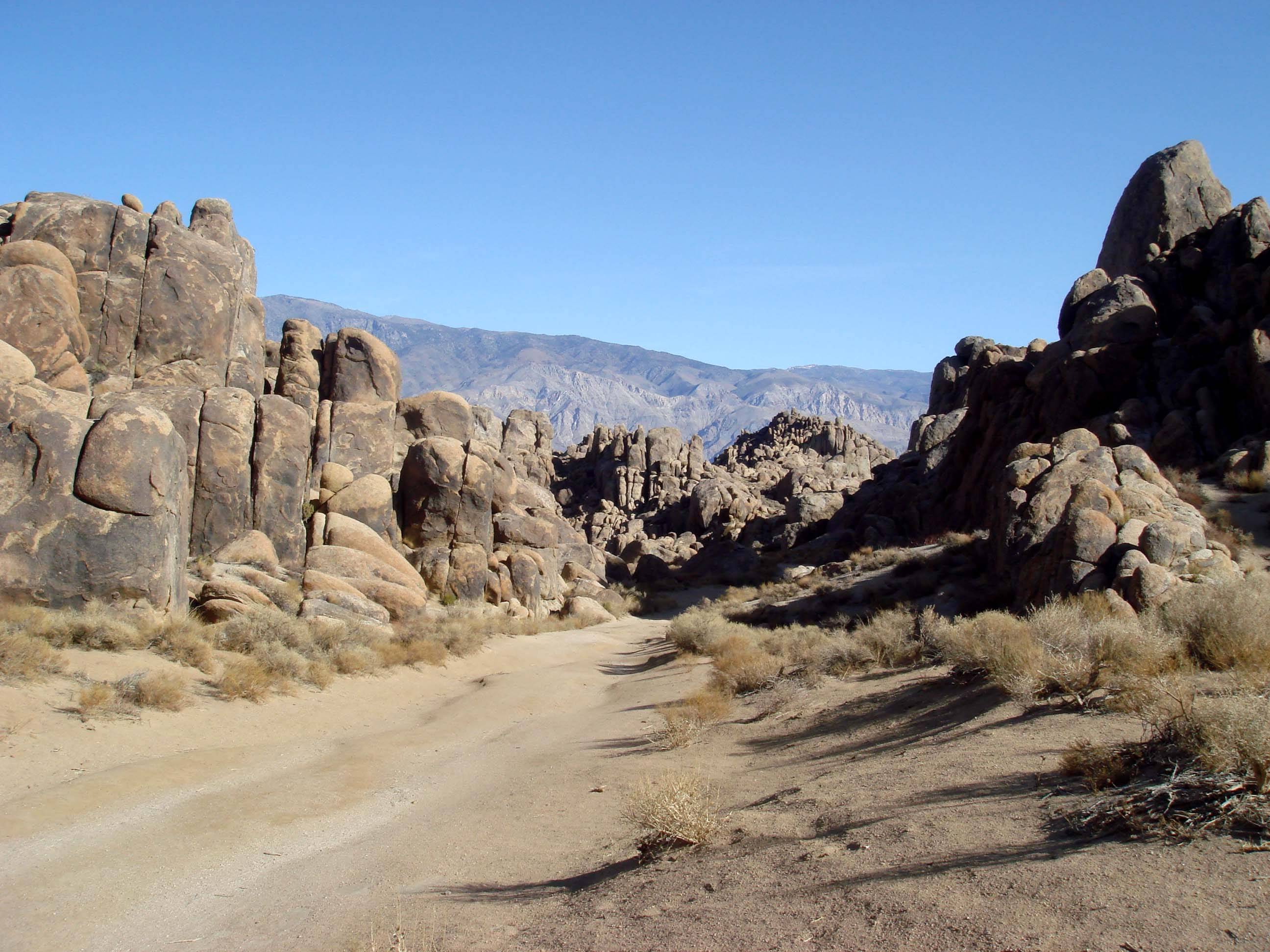
Cette étroite vallée a servi dans Gunga Din pour représenter le passe de Khyber.

Les Alabama Hills sont un lieu populaire pour les productions de télévision et de films (particulièrement les westerns) établies dans un environnement archétype rocailleux. Depuis le début des années 1920, 150 films et environ une douzaine d'émissions de télévision y ont été tournées, incluant des films de Tom Mix, ceux d'Hopalong Cassidy, The Gene Autry Show et The Lone Ranger. Des classiques comme Gunga Din, La Mission du commandant Lex et La Conquête de l'Ouest, aussi bien que des productions plus récentes comme Tremors et Au-dessus de la loi furent tournés sur des sites connus comme Movie Flats et Movie Flat Road. Dans Gladiator, l'acteur Russell Crowe passe à cheval devant Alabama Hills, avec le mont Whitney en arrière-plan, dans une scène censée se dérouler en Espagne. Star Trek : Générations a été filmé ici en plus d'Overton et des studios de la Paramount. Plus récemment, plusieurs parties du film Iron Man ont été filmées ici.

### Protection environnementale
Gérées par le Bureau of Land Management sous le nom de Alabama Hills Recreation Area, elles sont protégées.

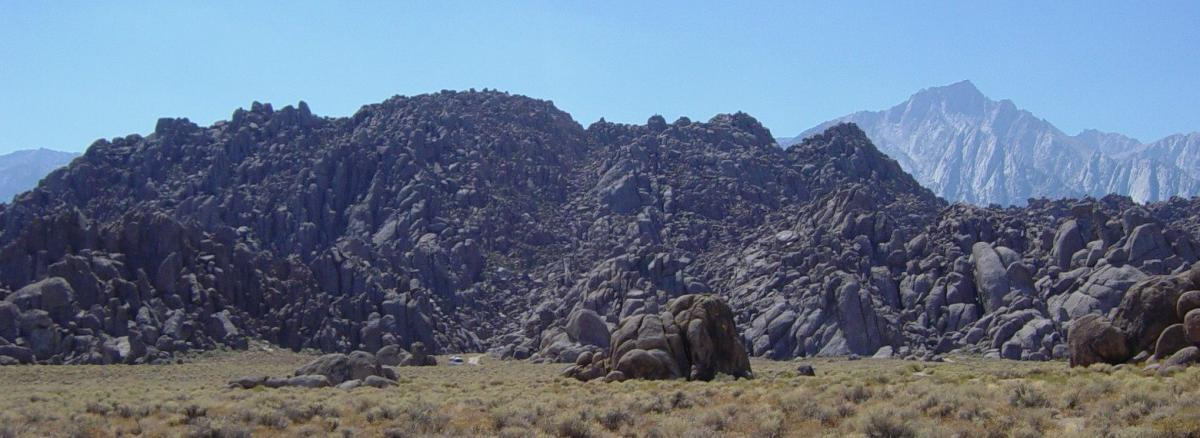
Vue panoramique des Alabama Hills.